# Dan Baird
Daniel John 'Dan' Baird (San Diego (Californië), 12 december 1953) is een Amerikaanse rockmuzikant, singer-songwriter en producent. Hij is vooral bekend als de leadzanger en ritmegitarist van de rockband The Georgia Satellites uit de jaren 1980. Baird formeerde The Georgia Satellites in 1980 en verliet de band in 1990 om een solocarrière na te streven. Hij wordt vaak vermeld als een van de pioniers in cowpunk en altcountry muziek, die elementen van rockmuziek, countrymuziek, outlaw country en punkrock combineert.

## Biografie
Op ongeveer 3-jarige leeftijd verhuisde zijn familie ongeveer een jaar naar Seattle en vervolgens naar Atlanta, Georgia.
Baird bracht zijn eerste soloalbum Love Songs for the Hearing Impaired uit in oktober 1992, geproduceerd door Brendan O'Brien met uitvoerend producent Rick Rubin, die Def American Recordings oprichtte. Een recensie in het tijdschrift Rolling Stone prees de combinatie van voetstampende redneck rock en sluwe intelligente teksten. 
I Love You Period, een single van het album, werd in de hitlijst gebracht op 10 oktober 1992 en op nummer 26 in de Billboard Hot 100. In Nederland was I Love You Period op 9 januari 1993 Alarmschijf op Radio 3 en werd een grote top 3 hit in de Top 40.The One I Am plaatste zich in de hitlijst op 23 januari 1993 en piekte op nummer 13 in de Billboard hitlijst voor Album Rock Tracks. In 2005 begon Baird te toeren met zijn band Homemade Sin, die vandaag de dag bestaat uit twee ex-leden van The Georgia Satellites, Baird en drummer Mauro Magellan. Voormalig lid van The Georgia Satellites, bassist Keith Christopher, werd in 2014 vervangen door Micke Nilsson. Homemade Sin bevat ook gitarist Warner E. Hodges, die toert en opneemt met Jason & the Scorchers (ook een van oorsprong cowpunkband). Homemade Sin brengt een mix van Bairds solomateriaal, naast de hits en fanfavorieten uit zijn jaren bij The Georgia Satellites. Om een vergelijkbaar klassiek buizenversterkergeluid te bereiken met Homemade Sin, vertrouwt Baird sterk op een vintage opstelling die erg lijkt op wat werd gebruikt tijdens zijn periode bij The Georgia Satellites. Er ontstaat verwarring bij sommige fans: er is een gereformeerde versie van The Georgia Satellites met oorspronkelijke gitarist Rick Richards en bassist Rick Price, die zich bij de band voegde om de oorspronkelijke bassist Keith Christopher te vervangen, die de band verliet voorafgaand aan hun roem.
Hij heeft opgenomen met andere artiesten, waaronder The Yayhoos en Will Hoge. Baird was een van de oorspronkelijke leden van de band van Hoge voordat hij naar individuele ondernemingen vertrok. Baird speelde ook als lid van de countrymuziekband Trent Summar & the New Row Mob. Baird zat ook in de band The Suffering Bastards van saxofonist Bobby Keys. Hij speelt ook met de band The Bluefields, een Amerikaanse rockband die ook Warner E. Hodges en Joe Blanton (Royal Court of China) omvat. Naast The Georgia Satellites heeft Baird aan verschillende muzikale projecten gewerkt en is hij platenproducent. Baird bezit tal van vintage gitaren en versterkers. Zijn favoriete gitaar is een originele Fender Esquire die toebehoorde aan Steve Marriott, de leadzanger van de Engelse bands The Small Faces en Humble Pie. Met The Georgia Satellites werkte Baird samen met producent Ian McLagan, die ook lid was van The Small Faces. Baird is gelukkig getrouwd en drinkt geen alcohol. Tijdens rondleidingen wordt Baird vaak aangetroffen in sportscholen in hotels. Volgens de blog van Baird op MySpace ontmoette hij Neil Young in een kleedkamer van een sportschool. De twee bespraken gitaren en versterkers en Young complimenteerde Baird met zijn muziek.

## Discografie
met The Georgia Satellites
- 1985: Keep the Faith [ep]
- 1986: Georgia Satellites
- 1987: Inspired By Jack Daniels: Live In Concert
- 1988: Open All Night
- 1989: In the Land of Salvation and Sin
- 1989: Another Chance [ep]
- 1993: Let It Rock: The Best of the Georgia Satellites [compilatie]

Als soloartiest
- 1992: Love Songs for the Hearing Impaired]
- 1996: Buffalo Nickel
- 2001: Redneck Savant [als Dan Baird and the Sofa Kings]
- 2003: Out of Mothballs
- 2005: Feels So Good [als Dan Baird and Homemade Sin]
- 2005: Dan Baird and Homemade Sin: Live #2 [als Dan Baird and Homemade Sin]
- 2007: Fresh Out of Georgia Live Like a Satellite: Greatest Hits Live [als Dan Baird and Homemade Sin]
- 2008: Dan Baird and Homemade Sin [als Dan Baird and Homemade Sin]
- 2013: Circus Life [als Dan Baird and Homemade Sin]
- 2015: Get Loud [als Dan Baird and Homemade Sin]
- 2016: Sweden Rock 2016 (dvd en cd) [als Dan Baird and Homemade Sin]
- 2017: SoLow
- 2017: Rollercoaster [als Dan Baird and Homemade Sin]
- 2018: Screamer [als Dan Baird and Homemade Sin]
- 2019: Battleship chains - Live 2cd/dvd [als Dan Baird and Homemade Sin]

met The Harshed Mellows
- 1991: U.S. Blues van Deadicated: A Tribute to the Grateful Dead

met The Yayhoos
- 2001: Fear Not the Obvious
- 2006: Put the Hammer Down

met The Mystic Knights of the Sea
- 2006: Cadillac Ranch / Johnny 99

met The Bluefields
- 2012: Pure
- 2013: Ramshackle
- 2014: Under High Cotton

Bootlegs & niet-officiële publicaties
- 2005: Redneck Punk
- 2007: Live at the Borderline London

- Biblioteca Nacional de España: XX1608472
- Bibliothèque nationale de France: cb14027907q (data)
- Gemeinsame Normdatei: 134798597
- International Standard Name Identifier: 0000 0000 6638 0916
- Library of Congress Control Number: no2002000695
- MusicBrainz: 3a628be0-391b-475f-8bff-8007c91184f0
- Virtual International Authority File: 87344433
- WorldCat: E39PBJmDgtcw3qDvt4xkfBXGHC